# FNN OTVニュース
『FNN OTVニュース』（エフエヌエヌオーティーブイ-ニュース）は、FNN加盟から2018年4月1日（日）まで沖縄テレビで長らく放送されていたスポットニュースの名称である。
後継番組である『OTV PRIME news next』→『OTV Live News』もここで述べる。

## 放送時間

### 現在
- 月曜 - 土曜 20:54 - 21:00
- 日曜 21:48 - 21:54

### かつての放送時間
- 平日 14:55 - 15:00 （1970年頃 - 1992年）
  - 1989年までは『FNN奥さまニュース』として放送。それ以後はこのタイトルになった。
- 平日 14:00 - 14:05 （1992年 - 1993年9月30日、1994年10月3日 - 1995年9月）
- 日曜 11:50 - 12:00
  - 1990年代後半に『FNNスピーク』と改題するまではこのタイトルだった。

特番放送時あるいはスポーツ中継が延長する時などには放送時間の変更あり。21:00を跨いで21:48に終了するスペシャル番組の放送日には、21:48 - 21:54に21:54からの『OTVニュース』の分と合わせて放送することもある。

## 概要
本番組のタイトルには「FNN」が付されているが、内容は沖縄のローカルニュースである。かつては『FNNニュース・明日の天気』のタイトルで放送していた。
ただし、大規模な自然災害や事件が発生した場合はフジテレビの『FNNニュース』を放送することもある。
20:54の枠が現在のタイトルで放送されるようになったのは1990年代半ば頃からであり、それ以前には『FNNニュース』のタイトルで放送されていた。
かつては期首・期末特番で21時を跨いだ編成の場合、21:48 - 22:00に『OTVニュース』の枠まで12分間まとめてローカルニュースを放送していたことがある。
2015年秋改編より2015年9月28日からフジテレビのスポットニュース『こんやのニュース』と同タイトルの『FNN OTVこんやのニュース』に改題された（21:54から放送の『OTVニュース』も同様〈『OTV こんやのニュース』〉）が、2016年10月5日からフジテレビの新スポットニュース『ユアタイム クイック』開始により再び2015年9月以前のタイトルに戻る。
2018年春改編でフジテレビ発のスポットニュースが廃枠となったため、春改編からのニュース番組統一タイトルの『プライムニュース』を流用し、深夜のニュース、『FNNプライムニュース α』をベースにした『OTV PRIME news next』にタイトルを変更。
2019年春改編からのニュース番組統一タイトルの『Live News』を流用し、深夜のニュース『FNN Live News α』をベースにした『OTV Live News』にタイトルを変更。なお当該時間のスポットニュースに『Live News』のタイトルを使っている局はOTVのみ。
2017年9月まで姉妹番組として、本番組の1時間後（21:54 - 22:00、金曜日・土曜日を除く）に放送されるスポットニュースはタイトルに「FNN」を冠しておらず、『OTVニュース』として県内のニュースを放送していたが、同年10月改編で終了した（現在は天気予報またはミニ番組枠）。

## 担当アナウンサー
沖縄テレビのアナウンサーが交替で担当。2017年9月までは日曜〜木曜のみ21:54からのOTVニュースも兼任していた。
- （月曜）佐久本浩志
- （火曜）小林美沙希
- （水曜・土曜）登川二奈
- （木曜・日曜）稲嶺羊輔
- （金曜）大城良太

※2018年3月現在